# تاتارسکی ناگاداک
تاتارسکی ناگاداک (به لاتین: Tatarsky Nagadak) یک منطقهٔ مسکونی در روسیه است که در باشقیرستان واقع شده‌است.